# متنزه غابة نجاو
حديقة غابة نجاو هي حديقة غابات تقع في غامبيا. وتبلغ مساحتها 364 هكتارًا.